# Leichtathletik-Europameisterschaften 2006/Teilnehmer (Deutschland)
Die deutsche Nationalmannschaft zu den Leichtathletik-Europameisterschaften 2006 (7. bis 13. Juli in Göteborg) bestand aus 77 Sportlern.
Zunächst für die Mannschaft durch den Deutschen Leichtathletik-Verband (DLV) nominiert waren auch die 100-Meter-Läuferin Birgit Rockmeier (LG Olympia Dortmund), die 400-Meter-Läuferin Jana Neubert (LAC Erdgas Chemnitz), Langstreckler Alexander Lubina (TV Wattenscheid 01), Siebenkämpferin Karin Ertl (LG Domspitzmich Regensburg) und Kugelstoßer Peter Sack (LAZ Leipzig). Sie schieden wenige Tage vor Beginn der Europameisterschaften wegen Krankheit oder Verletzung aus.
In den folgenden Wettkämpfen war Deutschland nicht vertreten:
- Männer: Marathonlauf, 3000-Meter-Hindernislauf, 400-Meter-Hürdenlauf, 50 km Gehen, Hochsprung, Dreisprung
- Frauen: 1500-Meter-Lauf, Dreisprung

## Europameisterschaftsteilnehmer, Männer
- 100 m: 
Ronny Ostwald (TV Wattenscheid 01)
- 200 m: 
Sebastian Ernst (TV Wattenscheid 01), Daniel Schnelting (LAZ Rhede)
- 400 m: 
Kamghe Gaba (LG Eintracht Frankfurt), Ruwen Faller (SC Magdeburg), Sebastian Gatzka (LG Eintracht Frankfurt)
- 800 m: 
René Herms (LG asics Pirna)
- 1500 m: 
Carsten Schlangen (LG Nord Berlin)
- 5000 m: 
Jan Fitschen (TV Wattenscheid 01), Arne Gabius (LAV asics Tübingen)
- 10.000 m: 
Jan Fitschen (TV Wattenscheid 01), André Pollmächer (LAC Erdgas Chemnitz)
- 110 m Hürden: 
Thomas Blaschek (LAZ Leipzig), Jens Werrmann (LAZ Zweibrücken)
- 20 km Gehen: 
André Höhne (SCC Berlin)
- Stabhochsprung: 
Tim Lobinger (ASV Köln), Lars Börgeling, Richard Spiegelburg (beide TSV Bayer 04 Leverkusen)
- Weitsprung: 
Sebastian Bayer (TSV Bayer 04 Leverkusen), Oliver Koenig (LAZ Leipzig)
- Kugelstoßen: 
Ralf Bartels (SC Neubrandenburg), Andy Dittmar (LG Ohra Hörselgas)
- Diskuswurf: 
Lars Riedel (LAC Erdgas Chemnitz), Michael Möllenbeck (TV Wattenscheid 01), Robert Harting (SCC Berlin)
- Hammerwurf: 
Markus Esser (TSV Bayer 04 Leverkusen), Karsten Kobs (BV Teutonia Dortmund-Lanstrop)
- Speerwurf: 
Stefan Wenk (VfL Sindelfingen), Christian Nicolay (TV Wattenscheid 01), Peter Esenwein (LAZ Salamander Kornwestheim-Ludwigsburg)
- Zehnkampf: 
Dennis Leyckes (LAV Bayer Uerdingen/Dormagen), Stefan Drews (TSV Bayer 04 Leverkusen), Pascal Behrenbruch (LG Eintracht Frankfurt)
- 4 × 100 m: 
Ronny Ostwald, Alexander Kosenkow, Sebastian Ernst (alle TV Wattenscheid 01), Marius Broening (LAV asics Tübingen), Martin Keller (LAC Erdgas Chemnitz)
- 4 × 400 m: 
Sebastian Gatzka, Kamghe Gaba (beide LG Eintracht Frankfurt), Ruwen Faller (SC Magdeburg), Bastian Swillims (TV Wattenscheid 01), Florian Seitz (OSC Berlin), Andreas Wischek (LG Meckenheim)

## Europameisterschaftsteilnehmer, Frauen
- 100 m: 
Verena Sailer (LAC Quelle Fürth/München/Würzburg), Katja Wakan (Hallesche LAF)
- 200 m: 
Jala Gangnus (LG Weserbergland)
- 400 m: 
Claudia Hoffmann (SC Potsdam)
- 800 m: 
Monika Gradzki (TV Wattenscheid 01)
- 5000 m: 
Sabrina Mockenhaupt (Kölner Verein für Marathon)
- 10.000 m: 
Sabrina Mockenhaupt, Irina Mikitenko (TV Wattenscheid 01)
- Marathon: 
Luminita Zaituc (LG Braunschweig), Claudia Dreher (Gänsefurther Sportbewegung), Ulrike Maisch (1. LAV Rostock), Susanne Hahn (SV Schlau.com Saar 05 Saarbrücken)
- 100 m Hürden: 
Kirsten Bolm (MTG Mannheim)
- 400 m Hürden: 
Claudia Marx (Erfurter LAC)
- 3000 m Hindernis: 
Verena Dreier (LG Sieg)
- 20 km Gehen: 
Sabine Zimmer, Melanie Seeger (beide SC Potsdam)
- Hochsprung: 
Julia Hartmann (TSV Bayer 04 Leverkusen)
- Stabhochsprung: 
Silke Spiegelburg (TSV Bayer 04 Leverkusen), Nastja Ryjikh (ABC Ludwigshafen), Martina Strutz (SG Dynamo Schwerin)
- Weitsprung: 
Claudia Tonn (LC Paderborn)
- Kugelstoßen: 
Petra Lammert (SC Neubrandenburg), Nadine Kleinert (SC Magdeburg)
- Diskuswurf: 
Franka Dietzsch (SC Neubrandenburg)
- Hammerwurf: 
Betty Heidler (LG Eintracht Frankfurt), Susanne Keil (TSV Bayer 04 Leverkusen), Kathrin Klaas (LG Eintracht Frankfurt)
- Speerwurf: 
Steffi Nerius (TSV Bayer 04 Leverkusen), Christina Obergföll (LG Offenburg), Annika Suthe (TSV Bayer 04 Leverkusen)
- Siebenkampf: 
Lilli Schwarzkopf (LC Paderborn), Jennifer Oeser (TSV Bayer 04 Leverkusen)
- 4 × 100 m: 
Katja Wakan (Hallesche LAF), Verena Sailer (LAC Quelle Fürth/München/Würzburg), Sandra Möller (TV Wattenscheid 01), Marion Wagner (USC Mainz), Jala Gangnus, Cathleen Tschirch (beide LG Weserbergland)
- 4 × 400 m: 
Claudia Hoffmann (SC Potsdam), Korinna Fink (LG Eintracht Frankfurt), Anja Pollmächer (Erdgas Chemnitz), Claudia Marx (Erfurter LAC), Nadine Balkow (LG Nike Berlin)